# Краеведческий музей (Полоцк)
Краеве́дческий музе́й (бел. Краязнаўчы музей) — старейший музей Полоцка. Был открыт в 1926 году. Расположен в здании лютеранской кирхи — памятнике архитектуры неоготики, построенном на рубеже XIX—XX веков.

## История
Полоцкий краеведческий музей был открыт в 1926 году в здании Софийского собора. Во время Великой Отечественной войны хранившиеся в музее древние рукописи, коллекции оружия, старопечатных книг были утеряны.
Здание бывшей лютеранской кирхи на Нижне-Покровской улице в Полоцке является памятником неоготики. Несмотря на немногочисленные перестройки, оно не утратило своей художественной ценности. Шпиль, красный кирпич, остроконечные башни, стрельчатые окна, это характерные особенности архитектуры готических храмов. Исследования разных архивов помогли найти точную дату постройки кирхи. Среди архивных документов были найдены несколько писем и обращений полоцких лютеран,  где указывалась точная дата постройки. Департамент духовных дел иностранного вероисповедания обратился к витебскому губернатору и предложил построить новую каменную церковь вместо старой деревянной. Потребность в новом здании появилась из-за большого количества лютеран. В Полоцке и уезде насчитывалось 850 человек. Пастора в Полоцке не было, богослужения проводил священник из Витебска. Новый храм был построен за полтора года. Лютеранская кирха была торжественно открыта 18 декабря 1888 года в 10 часов утра. Каменный храм был освящён в честь Святой Марии. В бывшем молитвенном доме пастор Каролин прочёл прощальную проповедь. В новую церковь перенесли Святые дары и Евангелие, и провели первое богослужение на немецком языке. После службы в честь открытия полоцкой Евангелическо-Лютеранской церкви прошёл праздничный обед. В документах начала XX века встречается имя полоцкого священника Лютеранской церкви Феликса Максимилиановича Берче, дом которого размещался напротив кирхи. По некоторым сведениям во время Великой Отечественной войны в церкви проходили богослужения. Храм был закрыт в 1924 году. В начале 1930-х годов из Софийского собора в кирху перевели Окружной краеведческий музей. В послевоенный период в кирхе работал городской кинотеатр, позже там хранили зерно.
С 1948 года Краеведческий музей Полоцка располагается в бывшей лютеранской кирхе.
В 1967 году на базе Краеведческого музея был создан Полоцкий историко-культурный музей-заповедник.

## Коллекции
В экспозиции Краеведческого музея находятся около 2 000 экспонатов. В музее можно увидеть археологические находки, материалы по истории войны 1812 года. Этнографические материалы представлены экспозицией «Уголок белорусской избы конца XIX — начала XX века». Музей владеет большими коллекциями бонистики, фотографий, оружия, предметов быта, печатных и периодических изданий, которые позволяют познакомиться с особенностями политической, экономической, социальной и культурной жизни Полоцка.